# Omphalucha apira
Omphalucha apira är en fjärilsart som beskrevs av Louis Beethoven Prout 1938. Omphalucha apira ingår i släktet Omphalucha och familjen mätare. Inga underarter finns listade i Catalogue of Life.